# Anıl Çetin
Anıl Çetin (* 9. März 1992 in Konak) ist ein türkischer Fußballspieler.

## Karriere
Anıl Çetin spielte für die Jugend von Göztepe Izmir und wechselte 2010 zu Tirespor. 2011 wechselte er zu İskenderunspor 1967 und bestritt 20 Ligaspiele. 2014 wurde er von Manisaspor verpflichtet.
Im Frühjahr 2015 wechselte er zu Yeni Diyarbakırspor.